# Такікава (Хоккайдо)

43°33′28″ пн. ш. 141°54′38″ сх. д. / 43.55778° пн. ш. 141.91056° сх. д.
Такіка́ва (яп. 滝川市, たきかわし, МФА: [takʲikawa ɕi̥]) — місто в Японії, в окрузі Сораті префектури Хоккайдо.

## Короткі відомості
Розташоване в центральній частині префектури. Транспорто-пересадочний центр між залізничними лініями Хакодате і Немуро. В місті діє Такікавський префектурний центр тваринництва. Населення — близько 49 тисяч осіб. Станом на 1 жовтня 2008 року площа міста становила 115,82 км². Станом на 31 березня 2017 населення міста становило 40 977 осіб.